# ヤマハ・RD50
ヤマハ・RD50は、ヤマハ発動機が1973年（昭和48年）から製造販売した、排気量49立方センチメートル（cm3）の空冷2ストローク単気筒エンジンを搭載したオートバイである。

## 概要
ヤマハ発動機は、1972年（昭和47年）5月から販売していたFX50（機種コード：353）の欧州市場向け輸出仕様車を、1973年（昭和48年）にRD50（機種コード：420）と名称変更した。翌1974年（昭和49年）には日本市場においても、FX50のフロントブレーキをディスクブレーキに変更するなどしたうえで、欧州市場向けと同じ名称のRD50（機種コード：481）に変更し発売した。

## 日本向け仕様車の詳細
日本国内で販売されたRD50は、いずれも道路運送車両法施行規則の第一種原動機付自転車に該当し、すべて日本国内で生産された。後述のとおり、5回のマイナーチェンジが行われ、そのうち1978年（昭和53年）のそれは大幅なものとなった。日本市場における後継車は、1981年（昭和56年）5月14日に発表されたRZ50（機種コード：5R2）。基本設計を同じくする派生車種として、ヤマハスポーツRD90（機種コード：464ほか）がある。

### 機種コード：481
1973年（昭和48年）10月30日から開催された第20回東京モーターショーで、日本市場での2ストロークエンジンを搭載するロードスポーツモデルの名称をRDに統一し、近日中にヤマハスポーツRD50を発売すると発表した。1974年（昭和49年）2月にヤマハスポーツFX50のフロントブレーキを50cm3クラスとしては初採用となるディスクブレーキに変更するとともに塗色を一新し、機種コード：481として発売された。塗色はアイビーグリーンとシルバーダストの2色。車体打刻番号の範囲は481-000101から481-100000までである。
1975年（昭和50年）には、塗色はそのままに意匠のみ変更を受ける。車体打刻番号の範囲は481-100101から481-200000までである。
1977年（昭和52年）には、塗色変更のほか当時の50cm3クラスとしては最大光量となる25ワットヘッドライトや新型フラッシャーランプなどの採用で夜間使用時の安全性を充実させ、フロントフォーク、ディスクブレーキ用リザーバータンクなどを改良した。塗色はシルバーダストとチャピィレッドの2色。車体打刻番号の範囲は481-200101から481-300000までである。
| RD50スポークホイールモデル・チャピィレッド。カフェレーサー風カスタムモデル。 本来はセパハンではなくアップハン、シートもタンクと一直線。 |  | RD50スポークホイールモデル・チャピィレッド。カフェレーサー風カスタムモデル。 本来はセパハンではなくアップハン、シートもタンクと一直線。 |
| RD50スポークホイールモデル・チャピィレッド。カフェレーサー風カスタムモデル。 本来はセパハンではなくアップハン、シートもタンクと一直線。 |  | |

主要諸元（1974年）
- 全長：1,825ミリメートル（mm）
- 全幅：710mm
- 全高：990mm
- 車両重量：74キログラム（kg）
- エンジン型式：空冷、2ストローク、単気筒、49cm3
- 最高出力：6.3仏馬力（PS）/ 9,500回毎分（rpm）
- 最大トルク：0.5重量キログラムメートル（kg･m）/ 8,500rpm

### 機種コード：2U2
1978年（昭和53年）3月には、エンジン、サスペンション、ブレーキおよびタイヤサイズなどが新設計される大幅な変更が行われ、機種コードも2U2に改められた。塗色はニューホワイトとカーマインレッドの2色。運輸省型式認定番号はI-1364、工場呼称はRD50BJ8。車体打刻番号の範囲は2U2-000101から2U2-020000までである。
1978年（昭和53年）12月20日には、塗色はそのままに意匠のみ変更を受ける。車体打刻番号の範囲は2U2-040101から2U2-060000までである。
主要諸元（1978年）
- 全長：1,825mm
- 全幅：740mm
- 全高：1,025mm
- 車両重量：74kg
- エンジン型式：空冷、2ストローク、単気筒、49cm3
- 最高出力：6.3PS / 9,000rpm
- 最大トルク：0.51kg･m / 8,500rpm

### 機種コード：2W1
遅れていた自動二輪車用軽合金ホイール技術基準の認可が、ようやく1978年（昭和53年）4月1日付でなされ、日本国内でもキャストホイール装着のオートバイが販売できることとなった。同年6月に、ヤマハ発動機は他社に先んじて、日本市場にRD50SP（機種コード：2W1）ほか3車種を投入した。RD50SPは、先に発売されたRD50（工場呼称：RD50BJ8）をベースに、キャストホイールのほか、塗色、意匠、角形バックミラーならびに角形フラッシャーランプなどの独自の追加変更がなされ、塗色はコバルトブルーとニューパールホワイトの2色。運輸省型式認定番号はI-1364、工場呼称はRD50BDJ8。車体打刻番号の範囲は2U2-020101から2U2-040000までである。

### 機種コード：4M9
1980年（昭和55年）には、点火装置をCDIに、ブレーキならびにクラッチのハンドルレバーをパワーレバーに、リヤブレーキに指針式ライニング摩耗インジケーターを新設、フラッシャーレンズの大型化などの変更が加えられ、機種コードも4M9に改められた。塗色はバウンティブルーとニューホワイトの2色。運輸省型式認定番号はI-1364、工場呼称はRD50CJ0。車体打刻番号の範囲は2U2-300101から2U2-320000までである。

## ブラジル向け仕様車の詳細
ブラジル国内で販売されたRD50は、いずれもブラジル国内で生産された。基本設計を同じくするブラジル製派生車種として、RX180（機種コード：3V9）などがある。

### 機種コード：502
ヤマハ発動機は、ブラジル政府のオートバイ完成車輸入禁止政策実施決定を受けて、1970年に現地法人ヤマハ・モーター・ブラジル（YMDB）を設立、サンパウロ郊外グアルーリョスに生産工場を建設した。1974年10月10日から稼働したグアルーリョス工場で、最初の生産車種に選ばれたのがRD50（機種コード：502）である。途中から併売された派生車種RD75（機種コード：1R2）に置き換えられるかたちで、1978年に生産終了となった。塗色はBalboa blueとBrilhant Redの2色。
主要諸元（ブラジル仕様）
- 全長：1,825mm
- 全幅：630mm
- 全高：1,185mm
- 車両重量：73kg
- エンジン型式：空冷、2ストローク、単気筒、49cm3
- 最高出力：6.3PS / 9,500rpm
- 最大トルク：0.5kg･m / 8,500rpm